# Дом Черноголовых (Таллин)
Зда́ние Бра́тства Черноголо́вых (эст. Mustpeade vennaskonna hoone), также Дом Черноголо́вых (эст. Mustpeade maja) — общественное здание, перестроенное из более старого в XVI веке братством Черноголовых в исторической части Таллина Старый город.

## История
В 1517 году братство богатых купцов-холостяков (Братство Черноголовых) арендовало жилой дом на улице Пикк (дом № 26), а в 1531 году выкупило его у хозяина — богатого ратмана И. Фианта. Это здание имеет зал над передней вместо складских помещений, свойственных купеческим зданиям того времени. В 1531—1532 годах во дворе этого дома и на улице Пюхавайму (Святого Духа, бывшая Сяде) на месте бывших амбаров построили новый большой зал. В качестве опоры для него возвели внушительный восьмигранный пилон и несущие арки (столетием раньше по тому же принципу было сооружено вспомогательное здание Большой гильдии на улице Пикк 17). Тремя колоннами зал делился на два нефа. На капители одной из колонн высечена дата постройки зала MVCXXXI (1531), хотя такое написание римских цифр весьма странно.
Следующая большая реконструкция здания была предпринята в 1597 году. Руководил ею известный в то время ревельский мастер Арент Пассер. Вероятно, была сохранена старая система проёмов здания, при этом фасад оформлен новыми мотивами в соответствии со вкусами эпохи. Здание сохранило готическую вертикальность, но элементы оформления восходят к формам архитектуры нидерландского ренессанса.
Фасад здания обильно декорирован тёсаными камнями, старейшие из которых — боковые плиты предпорожья (этики), дарованные в 1575 году Эвертом Шрэдером и Гансом Косером (инициалы H. K.), занимавшими пост олдерменов Братства. Ещё одна пара старинных этиков закреплена в нестандартном месте над окнами второго этажа дома по улице Пикк 37. Прочие, например, перед «домом Хопнера» на улице Ванатуру-каэл, дом 3 — лишь имитация древности, а то и совсем простые бетонные, как у здания Большой гильдии на той же улице Пикк, дом 17. На фасаде сверху в камне высечены (сверху вниз, слева направо): Иисус Христос — «Спаситель мира» (с державой в руке, «Salvator mundi»), аллегорические фигуры «Справедливости» (с весами) и «Мира» (с пальмовой ветвью), гербы ганзейских представительств в Брюгге, Новгороде (с ключом), Лондоне (с короной на шее орла) и Бергене (с сельдью в короне). Сандрики на окнах первого этажа украшены портретными скульптурами польско-шведского короля Сигизмунда III Вазы и его жены Анны Австрийской, выполненные к их ожидаемому, но не состоявшемуся приезду в Ревель. Разукрашенная дверь в портале выполнена в 40-е годы XVII века, автор резного щита портала (1604) — Берент Гейстман.

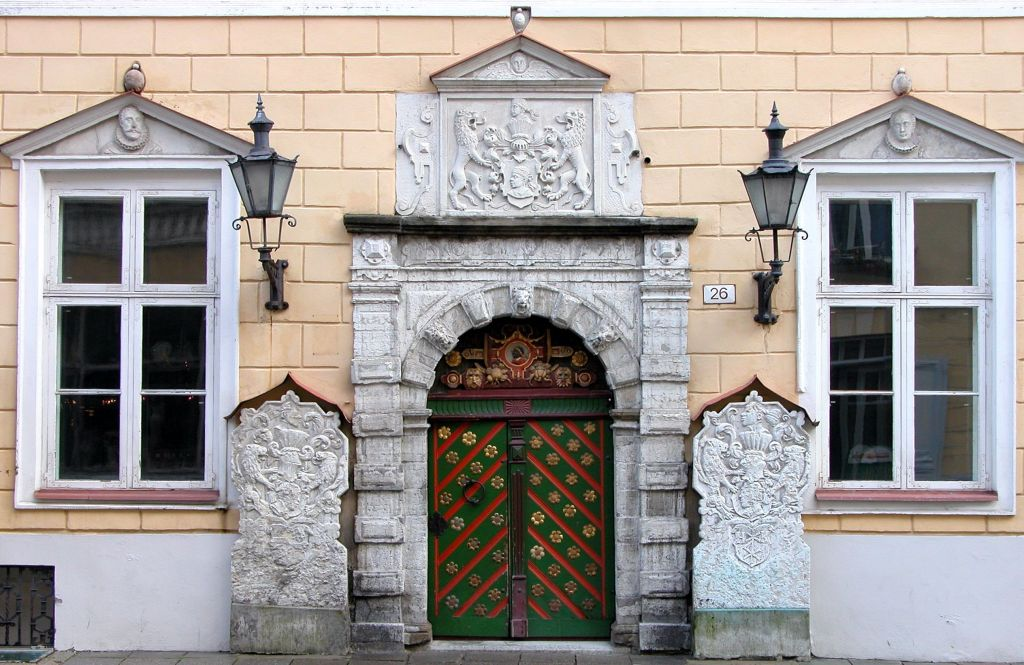
Предпорожье, портал и дверь Дома Черноголовых

Межоконные рельефы второго этажа изображают Черноголовых-рыцарей. Тексты на рельефах переводят как «Господи, помогай всегда» и «Бог — мой помощник». Карниз украшен масками львов и маскаронами. В центре чердачного этажа — проём товарного люка с аркой.
Следующая большая реконструкция здания, затронувшая только интерьер, была проведена в 1908 году. Работой руководил архитектор Вильгельм Нойман. В ходе реконструкции была уничтожена первоначальная внутренняя отделка зала, сооружённого в XVI веке. В оформлении интерьеров стал доминировать неоклассицизм.
В 1806 году Братством был куплен соседний дом XV—XVI веков, принадлежавший когда-то Гильдии святого Олая (Олаф II Святой, XIV—XV века). Над товарным люком на верху фронтона сохранилось изображение святого Олафа с топором, а внизу — гербы прежних хозяев дома: Готтлиба Бурхарда (из рода Бурхардов — хозяев ратушной аптеки) и Доротеи фон цур Мюлен (1749).
В 1919 году Братством было куплено соседнее здание упразднённой гильдии Олафа. Здание гильдии Олафа (улица Пикк 24) и дом Черноголовых (улица Пикк 26) соединены зданием в стиле поздней готики с остроугольным фронтоном. После обретения независимости Эстонской республики в ходе перестройки 1922 года все три здания были объединены в единый комплекс (архитектор Э. Г. Кюнерт), в котором проводились клубные мероприятия Братства. При реконструкции был сохранён двухнефный зал Гильдии святого Олафа (наиболее примечательный средневековый зал в Таллине, 1422 года постройки).
Краеведы убеждены, что в доме Черноголовых бывали российские императоры Пётр I (в декабре 1711 года), Павел I и Александр I, бывшие почётными членами Братства.
В советский период это здание было одним из немногих в стиле Ренессанса в Таллине(ссылка).  Его занимал Дом культуры молодёжи им. Я. Креукса и библиотека. В начале XXI века здание стало предметом спора о собственности. В 2012 году правительство Эстонской республики вынесло решение передать здание зарегистрированной в Германии организации «Братство Черноголовых». Горуправа оспорила решение в суде. Суд постановил оставить здание в муниципальной собственности.
Во время посещения резиденции можно познакомиться с историей Прибалтики и проследить, как изменялись традиции Братства с течением времени.
В настоящее время в описанных зданиях проходят камерные концерты и экскурсии.